# Massimo Paganin
Massimo Paganin (né le 19 juillet 1970 à Vicence, en Vénétie) est un footballeur italien.

## Palmarès
- Coupe UEFA : 1994